# Węgielnia (Grande-Pologne)
Pour les articles homonymes, voir Węgielnia.
Węgielnia (prononciation : [vɛnˈɡʲɛlɲa]) est un village polonais de la gmina de Miedzichowo dans le powiat de Nowy Tomyśl de la voïvodie de Grande-Pologne dans le centre-ouest de la Pologne.
Il se situe à environ 9 kilomètres au nord-est de Miedzichowo (siège de la gmina), à 12 kilomètres au nord de Nowy Tomyśl (siège du powiat) et à 58 kilomètres à l'ouest de Poznań (capitale régionale).

## Histoire
De 1975 à 1998, le village faisait partie du territoire de la voïvodie de Gorzów.

Depuis 1999, Węgielnia est situé dans la voïvodie de Grande-Pologne.